# بخش کلارک (شهرستان کلینتون، اوهایو)
بخش کلارک (به انگلیسی: Clark Township) یک منطقهٔ مسکونی در ایالات متحده آمریکا است که در شهرستان کلینتون، اوهایو واقع شده‌است.
 بخش کلارک ۹۵٫۶ کیلومتر مربع مساحت و ۲٬۱۲۳ نفر جمعیت دارد و ۳۲۷ متر بالاتر از سطح دریا واقع شده‌است.